# Mawdesley
Mawdesley est un village et une paroisse civile du Lancashire, en Angleterre.